# Eithea blumenavia
Eithea blumenavia är en amaryllisväxtart som först beskrevs av Karl Heinrich Koch, Carl David Bouché och Élie Abel Carrière, och fick sitt nu gällande namn av Pierfelice Ravenna. Eithea blumenavia ingår i släktet Eithea och familjen amaryllisväxter. Inga underarter finns listade i Catalogue of Life.